# Kanton Bourg-Lastic
Bourg-Lastic is een voormalig kanton van het Franse departement Puy-de-Dôme. Het kanton maakte deel uit van het arrondissement Clermont-Ferrand. Het werd opgeheven bij decreet van 21 februari 2014, met uitwerking op 22 maart 2015. Alle gemeenten werden opgenomen in het nieuwe kanton Saint-Ours.

## Gemeenten
Het kanton Bourg-Lastic omvatte de volgende gemeenten:
- Bourg-Lastic (hoofdplaats)
- Briffons
- Lastic
- Messeix
- Saint-Julien-Puy-Lavèze
- Saint-Sulpice
- Savennes